# Cane (Honduras)
Cane (uit het Lenca: "waterbron") is een gemeente (gemeentecode 1204) in het departement La Paz in Honduras.

## Beschrijving
Cane ligt in het zuidoosten van de Vallei van Comayagua. Door de gemeente loopt de rivier Chiquingara, ook Río Grande genoemd. In de rivier is een stuwdam. Het dorp heeft een goed verbindingen met La Paz en van daaruit met de rest van Honduras. Als openbaar vervoer kan men een rapidito (minibus) nemen.
Het dorp hoorde bij de gemeente La Paz tot het in 1932 een zelfstandige gemeente werd.
Het klimaat is er warm. In hooggelegen gehuchten Carrizal en Flor Blanca is het iets koeler.
De belangrijkste vorm van inkomsten is de landbouw. Naast rijst en bonen worden er mango's, watermeloenen en pruimen verbouwd. Het grootste deel van de oogst is bestemd voor plaatselijke consumptie. Ook wordt er rundvee gehouden. De meeste zuivelproducten zijn bestemd voor de verkoop. Verder houdt men een aantal varkens.
In het dorp Cane zijn drinkwater, elektriciteit, telefoon en post aanwezig. Er zijn verschillende basisscholen, een kleuterschool en een technische school. Verder is er een bibliotheek en een centrum voor kunstcursussen.

## Cultuur
Er zijn drie dorpsfeesten:
- Augustus: Las 40 horas ("De 40 uur")
- 1 januari: Sherathon-Boccachi-carnaval
- 3–6 oktober: patroonfeest voor Sint-Franciscus

Rond kerstmis bestaat de traditie om kerststallen (Nacimientos) te bouwen. Hierbij worden elementen uit het dagelijks leven van Cane vermengd met het kerstverhaal. Deze traditie stamt van 1930, toen María Luisa Castillo de eerste kerststal maakte.

## Bevolking
De bevolking is als volgt verdeeld:
| Vrouwen | 2133 | 53,3% |
| Mannen  | 1870 | 46,7% |

## Dorpen
De gemeente bestaat uit twee dorpen (aldea), waarvan het grootste qua inwoneraantal: Cane (code 120401).
Het grootste deel van de bevolking zijn mestiezen. 99% van de bevolking is rooms-katholiek. Het analfabetisme bedraagt 7,4%.